# Buckelgräberfeld von Boltersen

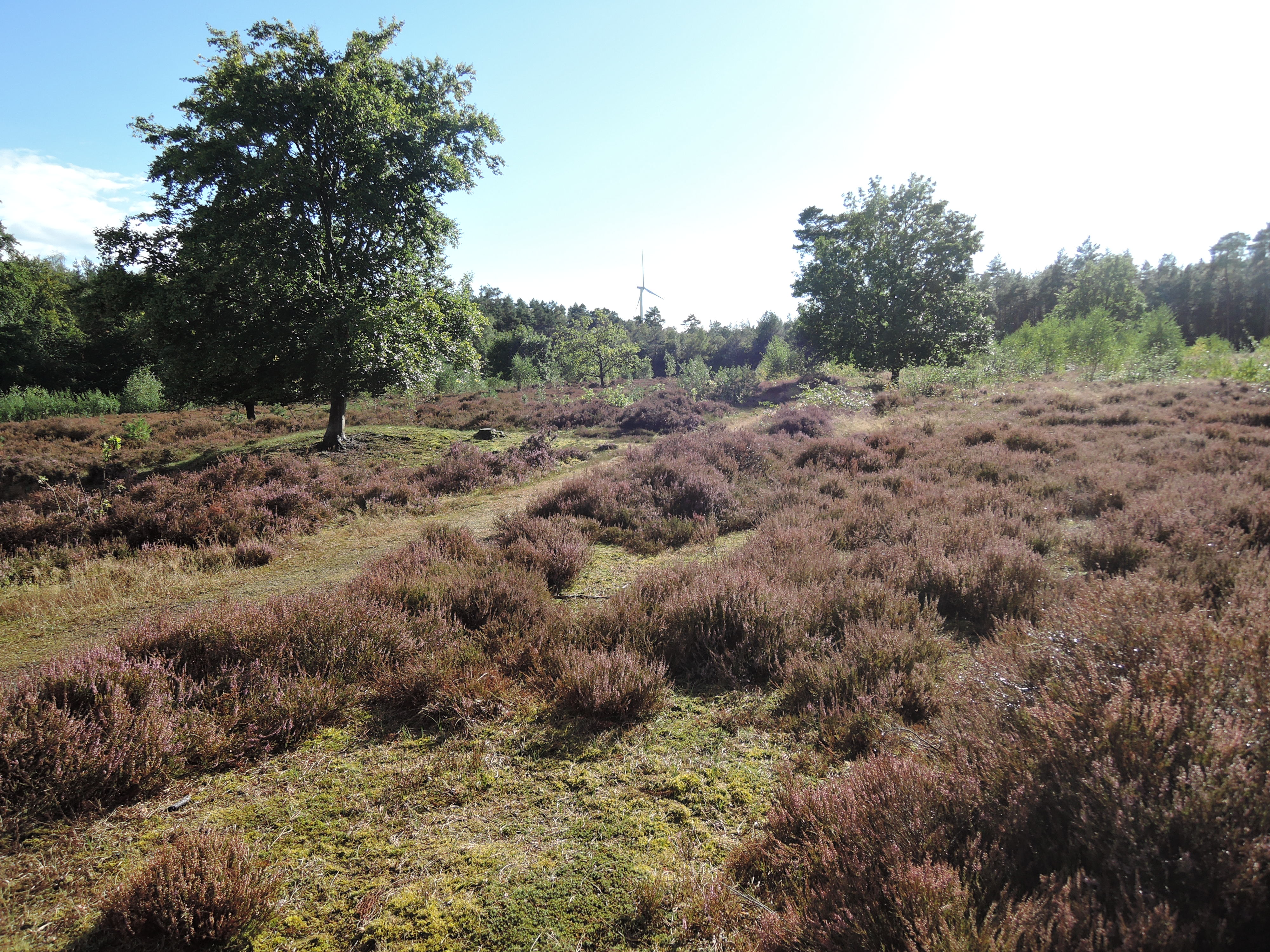
Buckelgräberfeld von Boltersen

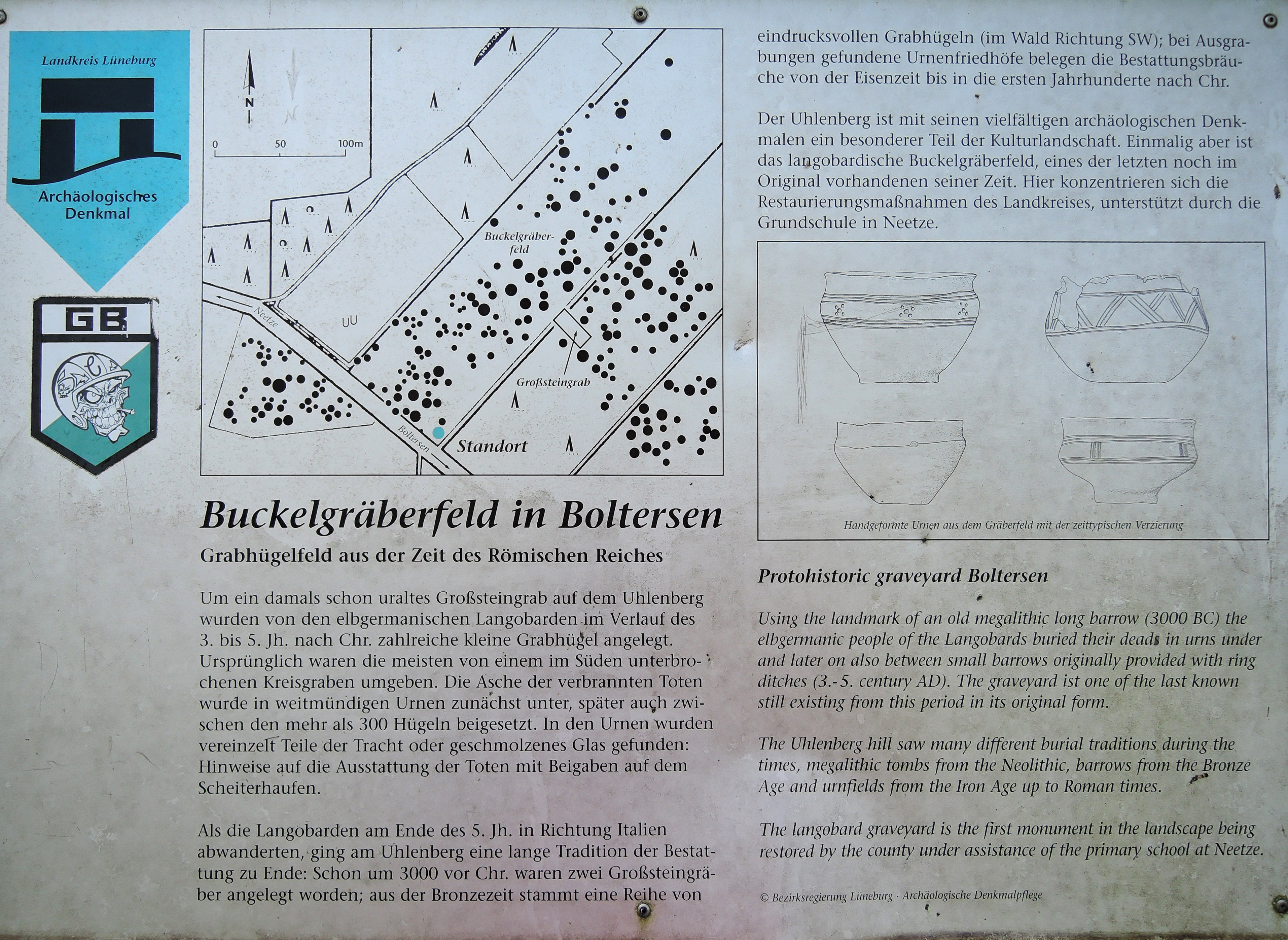
Infotafel vor Ort (Karte falsch genordet)

Das Buckelgräberfeld von Boltersen in Niedersachsen besteht aus etwa 300 Buckelgräbern und liegt etwa 12 Kilometer östlich von Lüneburg in Rullstorf am Uhlenberg zwischen den Dörfern Boltersen (Straße: Am Kirchwege) und Neetze (knapp 1,4 km westlich von Neetze). Zentraler Beziehungspunkt des Gräberfeldes ist das Hünenbett ohne Kammer von Boltersen, das eines von einst drei, sämtlich heute stark zerstörten Megalithanlagen am Uhlenberg darstellt.
Die Asche der Toten wurde in weitmündigen Urnen zunächst unter, später auch zwischen den mehr als 300 Hügeln beigesetzt. Hauptmerkmal von Buckelgräbern ist, dass es sich um Urnengräber oder Brandschüttungen handelt, über denen ein bis zu 50 cm hoher Erdhügel aufgeworfen wurde. Die Schalenurne, in der der Leichenbrand eines Scheiterhaufens gesammelt wurde, steht in einer Grube mittig unter dem nicht durch Randsteine befestigten Sandhügel. Mitunter wird ein nicht völlig geschlossener kleiner Ringgraben vom Buckel überdeckt.
Die Gräberfelder von Boltersen und Bad Bevensen (mit 54 erhaltenen Gräbern) sind die einzigen präsentierbaren Gräberfelder ihrer Art. Sie stammen aus der Jüngeren Kaiserzeit (3. bis 5. Jahrhundert n. Chr.) Norddeutschlands.